# 他年她日
《他年她日》（英語：Measure in Love）是一部於2025年上映的奇幻愛情電影，由香港出品及製作、臺灣聯合出品，張艾嘉監製、龔兆平執導、兩人共同執筆劇本，文念中擔任製作及藝術總監，許光漢與袁澧林主演。該片獲得香港電影發展局「薪火相傳計畫」補助900萬港元、文創產業發展處及文化體育及旅遊局協力拍攝。

## 劇情
大地震使矗立於海洋中央的「重力牆」將世界一分為二，並扭曲為兩個不同的時區和重力，而「優日區」的一天是「長年區」的一年。身處不同時間的男女如命運般相遇相戀，一同突破時間交錯的宿命。

## 演員
- 許光漢 飾演 薯仔[1]
- 袁澧林 飾演 安晴[1]
- 陳澤耀 飾演 番茄（友情演出）[3]
- 董瑋[3]
- 陳輝虹[3]
- 韓佩瑤[4]
- 駱振偉[3]
- 許恩怡[3]
- 謝咏欣[3]
- 王子軒[3]

## 製作

### 籌備
金馬影后張艾嘉與香港新銳導演龔兆平一同參與香港電影發展基金「薪火相傳計畫」後開始籌備本片，兩人曾合作《華麗上班族》，龔兆平亦曾擔任《竊聽風雲2》、《竊聽風雲3》等多部電影的副導演，本片是他首次自編自導的電影長片。導演龔兆平表示故事靈感來自他看到一段慢動作模仿電影橋段的搞笑短片，讓他萌生出「一個世界不同區域有不同的時間速度」的故事概念，並參考實際的科學現象重力時間膨脹來延伸創作。監製張艾嘉將參與世界展望會的親身經歷寫入劇本，她說「愛如何改變一個人」是這部電影的核心思想，她認為心中有愛的力量是非常強大的，甚至能改變人的一生。

### 拍攝
電影於2024年在香港開始主體拍攝。

## 發行
許光漢與袁澧林於2024年4月14日共同出席第42屆香港電影金像獎擔任頒獎嘉賓。電影於同年10月6日登上英國電影雜誌《Screen Daily》封面獨家報導，並於同月在釜山影展亞洲內容暨電影市場展（ACFM）首度亮相。臺灣電影發行公司甲上娛樂於同月9日發布電影發行消息及概念海報。2025年3月17日發布超前導海報及概念影片。同年5月20日發布前導預告及國際版海報。7月24日發布正式預告及海報。8月5日發布「那些開始的故事：創作緣起篇」花絮。同月12日發布正式海報。電影於2025年10月3日在全亞洲同步正式上映。
電影與香港昂坪360合作推出「他年她日：昂坪360的時光約定」纜車電影套票活動，獲獎者有機會參與於同年8月29日在香港舉行的亞洲記者會。9月於亞洲各地展開巡迴宣傳。甲上娛樂與星宇航空合作推出「你不來我就飛過去找你」全球粉絲應援活動，獲獎者可分別獲得香港、臺灣首映會入場券及來回機票。

## 外部連結
- 甲上娛樂的Facebook專頁 （繁體中文）
- 甲上娛樂的Instagram帳戶 （繁體中文）
- 互联网电影数据库（IMDb）上《他年她日》的资料（英文）